# Ivana Tomljenović-Meller
Ivana Tomljenović-Meller (ur. 1906 w Zagrzebiu jako Ivana Tomljenović, zm. 1988 tamże)  − chorwacka graficzka z Zagrzebia, studentka Bauhausu.

## Życiorys
Tomljenović pochodziła z zamożnej rodziny; jej ojcem był znany chorwacki polityk, Tomislav Tomljenović. W latach 1924−1928 studiowała malarstwo na Królewskiej Akademii Sztuk Pięknych w Zagrzebiu. Po ukończeniu studiów wyjechała do Wiednia, by rozpocząć naukę we wiedeńskiej Szkole Rzemiosła Artystycznego (obecnie Uniwersytet Sztuki Użytkowej). W 1929 opuściła jednak Austrię, by zacząć studia na Bauhausie w Dessau.

### Studia na Bauhausie
Po ukończeniu obowiązkowego kursu wstępnego prowadzonego przez Josefa Albersa, na drugim semestrze studiów Tomljenović zapisała się na nowo otwarty kurs fotografii Waltera Peterhansa. Poświęciła się przede wszystkim fotografii i projektowaniu plakatów.
Tomljenović stworzyła serię zdjęć z codziennego życia w Bauhausie, które przedstawiały studentów i wykładowców w nieformalnym kontekście, takim jak posiłki w stołówce, wspólny odpoczynek, czy przebierane przyjęcia, na których nawet wykładowcy nosili kostiumy zgodne z tematem wieczoru. Na jednym z takich przyjęć, założyciel uczelni, Walter Gropius, przebrał się za swojego rywala, Le Corbusiera. Zdjęcia Tomljenović są przykładem wcielenia w życie Nowej Wizji (Neues Sehen), awangardowego ruchu lat 20. i 30., którego pionierami byli László Moholy-Nagy i Aleksandr Rodczenko. Ruch zakładał fotografowanie zwykłych scen przy pomocy nietypowych środków, takich jak zdjęcia robione pod nietypowym kątem, zbliżenia na detale, wykorzystanie światła i cienia oraz eksperymenty z wielokrotną ekspozycją.

### Aktywizm polityczny
Choć Tomljenović pochodziła z zamożnej klasy średniej, artystka wstąpiła do Komunistycznej Partii Niemiec i zaangażowała się w aktywizm polityczny. W tym czasie stworzyła swoją najbardziej znaną pracę: okładkę propagandowej broszury Dyktatura w Jugosławii, która ukazała się, gdy król Aleksander I wprowadził w Jugosławii dyktaturę i zamordował swoich dwóch przeciwników politycznych. Kiedy pod naciskiem władzy Hannes Meyer został zwolniony ze stanowiska dyrektora Bauhausu w sierpniu 1930 roku, wyrzucono także wszystkich studentów z jawnymi powiązaniami komunistycznymi. Na znak solidarności, Tomljenović razem z szeregiem studentów także opuściła uczelnię.

### Życie po Bauhausie
Tomljenović wyjechała z Dessau do Berlina, gdzie zajęła się projektowaniem plakatów; współpracowała także jako scenograf z dadaistycznym artystą Johnem Heartfieldem w teatrze reżysera Erwina Piscatora, który podzielał jej komunistyczne poglądy. W 1931 roku Tomljenović przeniosła się do Paryża, by studiować literaturę na Sorbonie, choć prawdopodobnie był to jedynie pretekst dla przeprowadzki, której prawdziwym celem było dołączenie do Kominternu. Po roku przeprowadziła się do Pragi i poślubiła Alfreda Mellera, właściciela firmy reklamowej ROTA; wspólnie stworzyli kinetyczne wystawy sklepowe, które wykorzystywały nie tylko ruch, ale i światło. Uprawiała także sport i uczestniczyła w mistrzostwach Europy w czeskiej piłce ręcznej. Po śmierci Mellera w 1935 roku, Tomljenović-Meller wróciła do Zagrzebia, a następnie przeniosła się do Belgradu, gdzie uczyła projektowania plakatów na uczelniach dla kobiet. W 1938 roku wróciła do Zagrzebia, gdzie zaczęła uczyć w Trzecim Państwowym Liceum dla Kobiet. Pracowała jako nauczyciel aż do przejścia na emeryturę w 1962 roku, z wyłączeniem okresu II wojny światowej. Zmarła w Zagrzebiu w 1988 roku.

## Wybrane wystawy
- 2010-2011: Ivana Tomljenović Meller - Zagrepčanka u Bauhausu, Muzej grada Zagreba, Zagrzeb[6]
- 2013: Bauhaus by Ivane Tomljenović Meller, Radnička Galerija, Zagrzeb [2]
- 2015: Bauhaus – Networking Ideas and Practice, Muzej suvremene umjetnosti Zagreb, Zagrzeb (wystawa zbiorowa)[7]